# Loboponera
Loboponera é um gênero de insetos, pertencente a família Formicidae.

## Espécies
- Loboponera basalis Bolton & Brown, 2002
- Loboponera edentula Bolton & Brown, 2002
- Loboponera nasica (Santschi, 1920)
- Loboponera nobiliae Fisher, 2006
- Loboponera obeliscata Bolton & Brown, 2002
- Loboponera politula Bolton & Brown, 2002
- Loboponera subatra Bolton & Brown, 2002
- Loboponera trica Bolton & Brown, 2002
- Loboponera vigilans Bolton & Brown, 2002